# Pristimantis viejas
Pristimantis viejas är en groddjursart som först beskrevs av Lynch och Jose Vicente Rueda-Almonacid 1999.  Pristimantis viejas ingår i släktet Pristimantis och familjen Strabomantidae. IUCN kategoriserar arten globalt som livskraftig. Inga underarter finns listade i Catalogue of Life.